# Anne Stanley
Pour les articles homonymes, voir Stanley.
Anne Stanley (mai 1580 - vers 8 octobre 1647) est une aristocrate anglaise. Elle est la fille aînée du comte de Derby et, par ses deux mariages, elle devient baronne Chandos puis comtesse de Castlehaven. Elle est une parente éloignée d'Élisabeth Ire d'Angleterre et pendant un certain temps est considérée comme une héritière possible du trône anglais.
En 1630, son second mari, le comte de Castlehaven, est arrêté et accusé d'être complice de son viol par un domestique. Il est également accusé de sodomie, reconnu coupable et condamné à mort.
Le témoignage d'Anne Stanley contre son mari est crucial pour garantir sa condamnation et crée un précédent selon lequel une femme peut témoigner contre son mari. Après le procès, elle vit discrètement, sa réputation ayant été gravement endommagée par le scandale.

## Famille

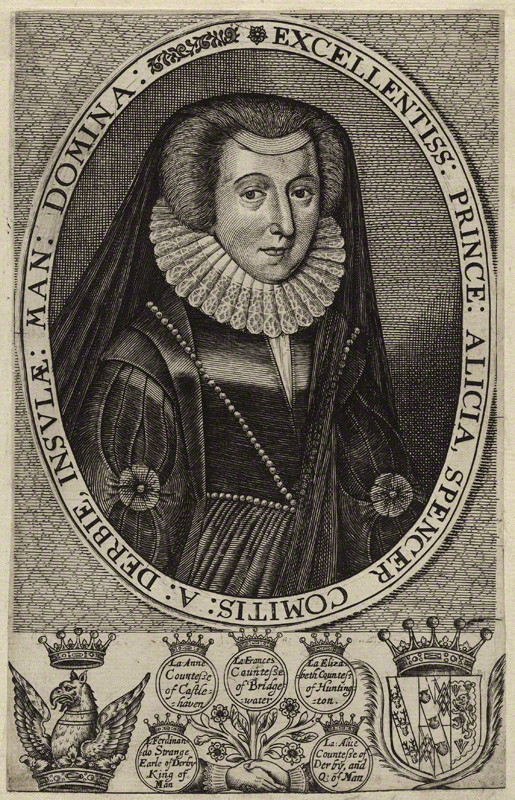
Alice Spencer, comtesse de Derby et mère d'Anne Stanley. Elle est l'une des femmes les plus influentes d'Angleterre.

Anne Stanley est l'aînée des trois filles de Ferdinando Stanley, 5e comte de Derby (1559-1594) et d'Alice Spencer (1556-1637).
Les comtes de Derby figurent parmi les familles nobles les plus influentes et les plus importantes d'Angleterre. Ferdinando Stanley est un arrière-petit-fils de Marie Tudor, la sœur cadette du roi Henri VIII. Henri VIII avait stipulé dans son testament que, dans la lignée de la succession, les descendants de Marie suivraient immédiatement ses propres enfants. Ce faisant, il exclut les rois d'Écosse, descendants de sa sœur aînée Marguerite. En 1580, il est évident que la reine Élisabeth Ire n'aurait pas d'enfants, et cela désigne le comte de Derby comme un possible futur roi. Après sa mort en 1594, l'opinion commence à favoriser le roi Jacques VI d'Écosse, qui en 1603 succède en effet à Élisabeth Ire. Cependant, certains pensent que cette succession est contraire à la volonté d'Henri VIII, et donc illégale. Anne Stanley n'a quant à elle n'a jamais revendiqué le trône .

## Premier mariage
À la mort de Ferdinando Stanley, Anne et ses sœurs héritent de sa fortune considérable. Le titre de comte de Derby est transmis à son jeune frère William. Pour Anne et ses sœurs Frances et Elizabeth, des unions prestigieuses sont recherchées. Frances épouse John Egerton, premier comte de Bridgewater et Elizabeth épouse Henry Hastings, 5e comte de Huntingdon. Des projets sont faits pour qu'Anne épouse un fils du tsar de Moscovie. Ce mariage n'a pas lieu et, en 1607, elle épouse le très riche Grey Brydges, baron Chandos de Sudeley, surnommé le roi de Cotswolds. Ils vivent dans le luxe au château de Sudeley. Ils ont au moins cinq enfants  :
- Elizabeth Brydges, décédée en mars 1678/79
- Robert Brydges, décédé le 20 juin 1611
- Anne Brydges, qui serait née en 1612 et mariée à M. Torteson
- George Brydges, 6e baron Chandos de Sudeley (9 août 1620 - février 1655)
- William Brydges, 7e baron Chandos de Sudeley (1620 - août 1676).

La comtesse douairière de Derby et ses trois filles ont accès à un vaste réseau de personnes très influentes, y compris la cour royale. La comtesse douairière et sa fille Elizabeth, comtesse de Huntingdon, sont politiquement actives et favorisent les intérêts de leur famille à travers ce réseau. Les quatre femmes s'intéressent au théâtre et à la poésie et soutiennent des troupes de théâtre, des écrivains et des poètes, dont Edmund Spenser, John Donne et John Milton.

## Second mariage
En 1621, le mari d'Anne Stanley meurt. Trois ans plus tard, elle épouse le veuf Mervyn Touchet, comte de Castlehaven (vers 1593–1631). Ce mariage est controversé. Le titre de comte de Castlehaven n'a été accordé à la famille Touchet qu'en 1616. En outre, c'est un titre de la pairie irlandaise et donc considéré par la vieille aristocratie anglaise comme quelque peu inférieur. Lord Castlehaven a également plus de dix ans de moins que sa nouvelle épouse, a déjà montré qu'il entretient des sympathies catholiques et ne se comporte généralement pas de la manière attendue d'un aristocrate. On estime qu'Anne Stanley, qui est liée aux familles nobles les plus importantes et les plus anciennes d'Angleterre, se marie en dessous de son rang. Cependant, Lord Castlehaven est riche et Anne Stanley est décrite par sa mère comme étant dépensière .
Le comte et la comtesse de Castlehaven vivent à Fonthill Gifford, la résidence des Touchet au sud de l'Angleterre. Quelque temps après leur mariage, la fille aînée d'Anne Stanley, Elizabeth Brydges, épouse James (1612-1684), le fils aîné de Lord Castlehaven qui utilise le titre de courtoisie de Lord Audley. Elizabeth a probablement douze ans à l'époque. Il n'est alors pas rare qu'un demi-frère et une demi-sœur se marient, afin de s'assurer que la richesse demeure au sein de la famille. Le mariage est malheureux et Lord Audley quitte Fonthill Gifford tandis qu'Elizabeth y reste .

## Accusations

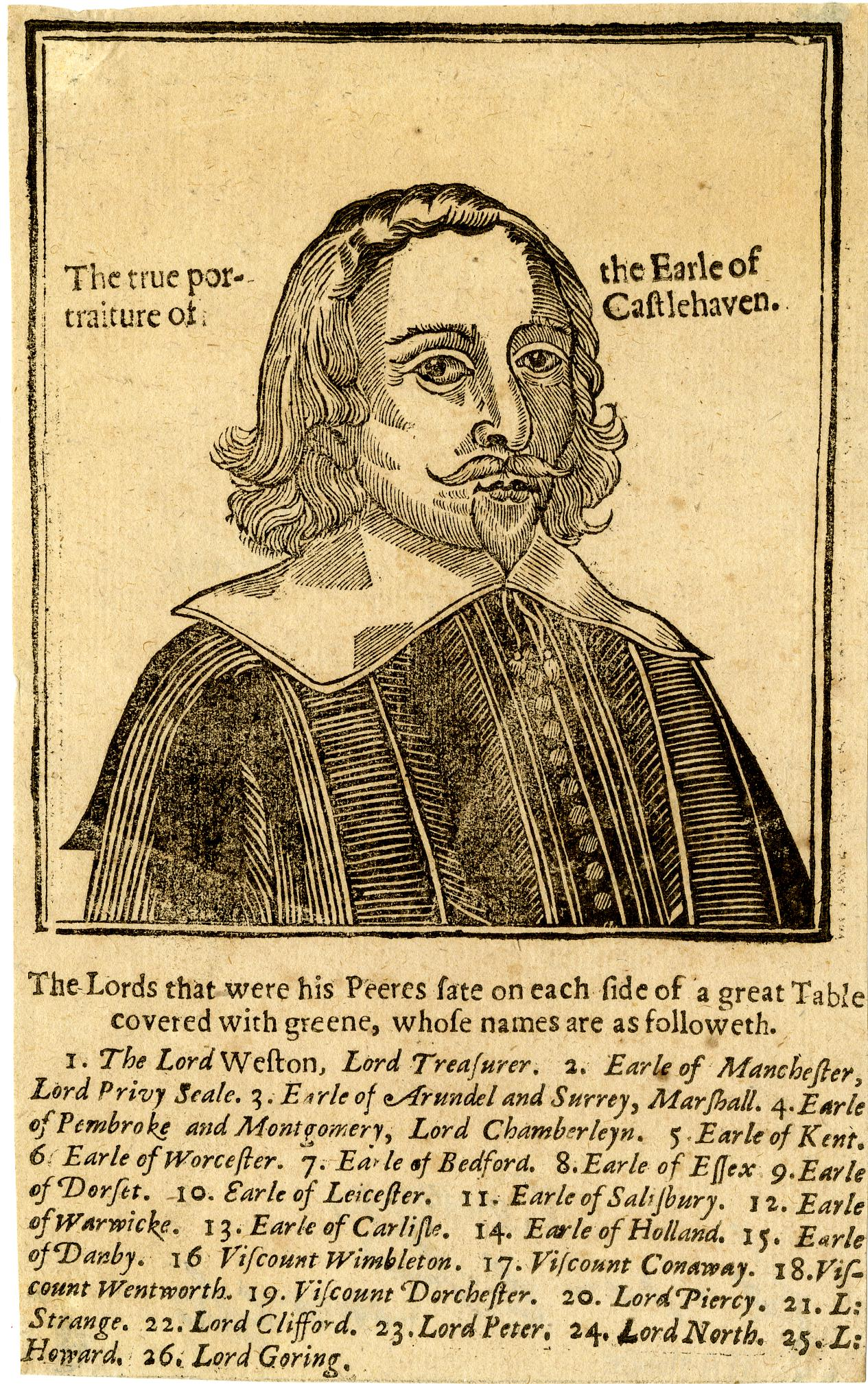
Mervyn Touchet, comte de Castlehaven, deuxième époux d'Anne Stanley. Les noms des membres du jury de son procès sont énumérés sous le portrait.

En 1630, Lord Audley, le fils de Lord Castlehaven, fait appel au Conseil privé, déclarant que son père prévoit de le déshériter. Lord Audley affirme que son père a encouragé sa femme Elizabeth à avoir des relations sexuelles avec Henry Skipwith, son serviteur préféré. Si Elizabeth venait à tomber enceinte de Skipwith, Lord Castlehaven prévoyait de faire de cet enfant son héritier, privant ainsi son propre fils de son héritage. Lord Audley déclare également que sa belle-mère, Anne Stanley, se comporte de manière obscène et a pris des domestiques comme amants .
Le Conseil privé ouvre une enquête en novembre 1630 et interroge des membres de la famille et des domestiques à Fonthill Gifford. Elizabeth Audley admet avoir été contrainte par son beau-père à avoir une relation sexuelle avec Skipwith. Selon Elizabeth Audley, sa mère Anne Stanley a été violée par l'un des serviteurs à l'instigation de Lord Castlehaven. Interrogée à ce sujet, Anne Stanley témoigne que peu de temps après leur mariage, Lord Castlehaven a déclaré qu'en tant que mari, il avait un contrôle absolu sur le corps de sa femme et qu'elle était obligée de faire tout ce qu'il demandait. Il lui a ordonné plusieurs fois de coucher avec l'un de ses serviteurs, mais elle a toujours refusé. Finalement, Lord Castlehaven a ordonné au page Giles Broadway de la violer en sa présence, et il a aidé au viol en maintenant sa femme immobilisée. Anne Stanley déclare qu'elle a fait une tentative de suicide après le viol, mais qu'elle n'en a jamais discuté avec qui que ce soit .
Les habitants de Fonthill Gifford déclarent aux enquêteurs du Conseil privé que Lord Castlehaven a des relations sexuelles avec des domestiques des deux sexes, dont le valet Lawrence Fitzpatrick, et qu'il est un voyeur. Il comble ses partenaires sexuels de cadeaux et a marié sa fille aînée à l'un de ses pages favoris. Le récit d'Anne Stanley sur le viol et sa tentative de suicide ultérieure sont confirmés par le violeur présumé Giles Broadway. Les enquêteurs ne recueillent que les témoignages des serviteurs masculins, les femmes étant considérées comme des témoins peu fiables, surtout si elles appartiennent à une classe inférieure .
Lord Castlehaven est officiellement accusé du viol de sa femme et de sodomie avec le serviteur Lawrence Fitzpatrick le 6 avril 1631. Il est emprisonné à la Tour de Londres et ses propriétés sont confisquées par la Couronne. Giles Broadway est accusé du viol d'Anne Stanley et Lawrence Fitzpatrick est accusé de sodomie. Le Conseil privé ordonne à Anne Stanley de s'installer temporairement avec l'évêque de Winchester. Ses plus jeunes enfants issus de son premier mariage sont confiés à leur grand-mère, la comtesse douairière de Derby. La comtesse douairière refuse d'accueillir sa petite-fille Elizabeth, Lady Audley, car elle craint que celle-ci ait une mauvaise influence sur ses frères et sœurs plus jeunes.
Lord Castlehaven nie toutes les accusations et affirme que sa femme et son fils conspirent contre lui. Il traite sa femme de putain, aux déclarations de laquelle aucune valeur ne devrait être attachée, et l'accuse d'avoir donné naissance à un enfant illégitime pendant leur mariage. Il déclare que les serviteurs qui ont fait des déclarations incriminantes envers lui l'ont fait par dépit et par jalousie .

## Procès

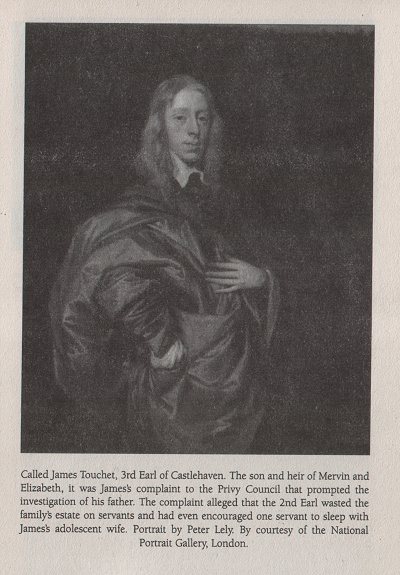
James Touchet, baron Audley, est le beau-fils et gendre d'Anne Stanley. Sa plainte au Conseil privé conduit au procès et à l'exécution de son père.

Au XVIIe siècle, le viol et la sodomie sont considérés comme des crimes graves, moralement répréhensibles, et passibles de la peine capitale, mais les poursuites et les condamnations sont rares. Il est certainement inhabituel qu'un pair soit poursuivi pour viol ou sodomie. Les poursuites pour viol ont lieu principalement si une autre infraction a également été commise ou si le viol est considéré comme une violation flagrante de l'ordre social. Le viol conjugal n'est pas reconnu par la loi et l'accusation de viol portée contre Lord Castlehaven est liée à sa complicité dans le viol d'Anne Stanley par Giles Broadway. Dans le cas des personnes de haut rang, l'accusation de sodomie s'ajoute généralement à des accusations telles que complot ou corruption, et sert principalement à soulever des doutes sur le caractère moral de l'accusé .
Le procès de Lord Castlehaven est remarquable, car les juges ont explicitement décidé qu'une femme peut témoigner contre son mari dans une procédure pénale, surtout si elle est une victime. Cela n'était auparavant pas clair en droit anglais et a créé un précédent important. En réponse à une question de Lord Castlehaven sur la question de savoir si un acte peut être légalement être qualifié de viol si la victime est une femme de mauvaise moralité, les juges ont répondu que la réputation de la femme n'avait pas d'importance. Ils ont également jugé qu'il n'était pas pertinent qu'Anne Stanley elle-même n'ait jamais parlé du viol.
Le procès de Lord Castlehaven commence le 25 avril 1631 et ne dure qu'un jour. Le jury est composé de 27 aristocrates. Parmi ceux-ci, au moins dix ont des liens étroits avec la famille Stanley. Il ne fait aucun doute que la mère et les sœurs influentes d'Anne Stanley ont fait des efforts pour influencer l'affaire en leur faveur. Anne Stanley et sa fille Elizabeth Audley n'ont pas comparu devant le tribunal, il était alors impensable qu'une aristocrate parle publiquement de questions sexuelles. Leurs déclarations ont donc été lues. Les procureurs ont souligné le fait que le comportement de Lord Castlehaven était immoral et indigne d'un noble. Le 26 avril, le jury reconnaît à l'unanimité Lord Castlehaven coupable de viol et une majorité le reconnaît également coupable de sodomie. Il est condamné à mort ,.
La famille Touchet exhorte le roi Charles Ier à pardonner à Lord Castlehaven, affirmant qu'Anne Stanley est une femme légère et un témoin peu fiable. Le roi refuse et Lord Castlehaven est décapité le 14 mai 1631 à Tower Hill. Il clame son innocence jusqu'au dernier moment.
Le procès de Giles Broadway et Lawrence Fitzpatrick a lieu en juin 1631. Tous deux retirent les aveux qu'ils avaient faits lors du procès de Lord Castlehaven, peut-être parce qu'on leur avait faussement promis l'immunité, et affirment qu'ils sont innocents. Anne Stanley est présente au tribunal pour déclarer sous serment que son témoignage est vrai. Giles Broadway est reconnu coupable de viol et Lawrence  Fitzpatrick est reconnu coupable de sodomie. Ils sont pendus le 6 juillet 1631. Sur l'échafaud, Giles Broadway déclare qu'Anne Stanley est la femme la plus méchante qui ait jamais vécu, et affirme qu'elle a eu des relations sexuelles avec des domestiques et a tué son propre enfant .

## Dernières années
Après l'exécution de son mari, Anne Stanley se retire de la vie publique. Elle a toujours soutenu qu'elle était irréprochable. Cependant, déjà pendant le procès, des brochures sont publiées mettant en doute son innocence ou même l’identifiant comme le cerveau maléfique derrière les événements de Fonthill Gifford. La sœur de Lord Castlehaven, la poétesse et prophétesse protestante Eleanor Davies Touchet, a écrit un certain nombre de ces brochures. Le fait que Lord Castlehaven et Giles Broadway l'aient dépeinte comme immorale et diabolique jusqu'aux dernières minutes avant leur exécution a encore endommagé sa réputation.
Dans les années qui ont suivi le procès, Anne Stanley vit avec sa mère qui a réussi à obtenir un pardon formel du roi pour « l'immoralité et la débauche sexuelle » d'Anne . Il était courant à cette époque d'accorder des pardons lorsque des personnes avaient transgressé la morale contre leur volonté.
Les biens du comte de Castlehaven sont confisqués par la Couronne après sa mort. Anne Stanley est donc financièrement dépendante des revenus qu'elle reçoit encore de la succession de son premier mari et du soutien de sa mère et de ses beaux-frères. Après la mort de sa mère en 1637, elle déménage à Heydons House à Harefield, où elle meurt en 1647.

## Postérité
Il est largement admis que le masque Comus de John Milton fait référence au scandale Castlehaven. Cet ouvrage décrit le triomphe de la chasteté sur la débauche, et a été écrit en 1634 pour le comte de Bridgewater, l'époux de Frances, la sœur d'Anne Stanley.
Le procès de Lord Castlehaven est resté célèbre jusqu'au XVIIe siècle. Au XVIIe siècle, il était souvent présenté dans un contexte anti-catholique ou anti-monarchiste. Au XVIIIe siècle, il est cité comme un exemple du comportement immoral de l'aristocratie. Après les années 1750, l'affaire est en grande partie oubliée, même si elle reste connue des historiens du droit.
Au XXIe siècle, l'affaire Castlehaven est redécouverte par les études gaies et lesbiennes et les études de genre. Elle est considérée comme un jalon important dans le développement de la relation entre l'État et la sexualité, et une étape dans la reconnaissance de la position de la femme devant la loi.